# غريس جاكسون
غريس جاكسون (بالإنجليزية: Grace Jackson) هي عداءة سريعة جامايكية، ولدت في 14 يونيو 1961 في أبرشية القديس آن ‏ في جامايكا.

## وصلات خارجية
- غريس جاكسون على موقع الاتحاد الدولي لألعاب القوى (الإنجليزية)
- غريس جاكسون على موقع اللجنة الأولمبية الدولية (الإنجليزية)
- غريس جاكسون على موقع أوليمبيديا (الإنجليزية)
- غريس جاكسون على موقع اتحاد ألعاب الكومنولث (مؤرشف) (الإنجليزية)